# Zuo Qiuming
Zuǒ Qīumíng (cinese: 左丘明; Tso Ch'iuming; ... – V secolo a.C.) è stato uno scrittore di corte del Regno cinese Lu, contemporaneo di Confucio, tradizionalmente considerato cieco.

## Biografia
È attribuita a lui l'opera Cronaca di Zuo e una parte del Guoyu.